# Gorzów Śląski
Gorzów Śląski là một thị trấn thuộc huyện Oleski, tỉnh Opolskie ở nam Ba Lan. Thị trấn có diện tích 19 km². Đến ngày 1 tháng 1 năm 2011, dân số của thị trấn là 2626 người và mật độ 142 người/km².